# 矢岳高原
矢岳高原（やたけこうげん）は宮崎県えびの市北西部から熊本県人吉市にかけて広がる矢岳山（739 m）付近の高原。1966年（昭和41年）12月24日に宮崎県の自然公園（矢岳高原県立自然公園、面積：6.68 km2）に指定された。平均標高は約700 m。

## 地理・特徴
霧島火山形成前の火山活動によってできた加久藤カルデラの外輪山で、新第三紀鮮新世の加久藤安山岩類よりなる。北部の傾斜は緩やかだが南部の加久藤盆地側は急崖をなす。そのため、かつてはえびの市 - 人吉市間の交通の難所だった。JR肥薩線のループ、スイッチバックなどが見られる。山麓には吉田温泉が湧出する。

## 観光
矢岳高原の頂上はパラグライダーの基地となっており、毎年8月第3日曜日にはえびの市観光協会などの主催で矢岳高原観光祭（ブルースカイフェスタ）が開催され、 パラグライダー大会､各種レクリエーション大会が行われている。肥薩線の列車の窓から観る景観は日本三大車窓のひとつに数えられている。展望台には童話作家野口雨情が昭和10年に矢岳高原を訪れ「雨の知らせか霧島山に、雲がまた来てまたかかる」と霧島連山の展望を歌った歌碑がある。ウエスタンスタイルのオートキャンプ場もある。